# Kap Wostok
Das Kap Wostok ist ein felsiges Kap am nordwestlichen Ende der westantarktischen Alexander-I.-Insel. Es bildet den westlichen Ausläufer der Havre Mountains und die nordöstliche Begrenzung der Einfahrt zur Lasarew-Bucht.
Die erste Sichtung im Jahr 1821 geht auf die erste russische Antarktisexpedition (1819–1821) unter der Leitung des deutsch-baltischen Seefahrers Fabian Gottlieb von Bellingshausen zurück. Eine detaillierte Kartierung nahm der britische Geographen Derek Searle vom Falkland Islands Dependencies Survey 1960 anhand von Luftaufnahmen vor, die bei der US-amerikanischen Ronne Antarctic Research Expedition (1947–1948) entstanden waren. Das UK Antarctic Place-Names Committee benannte das Kap 1961 nach von Bellingshausens Flaggschiff, der Korvette Wostok.